# Abiko

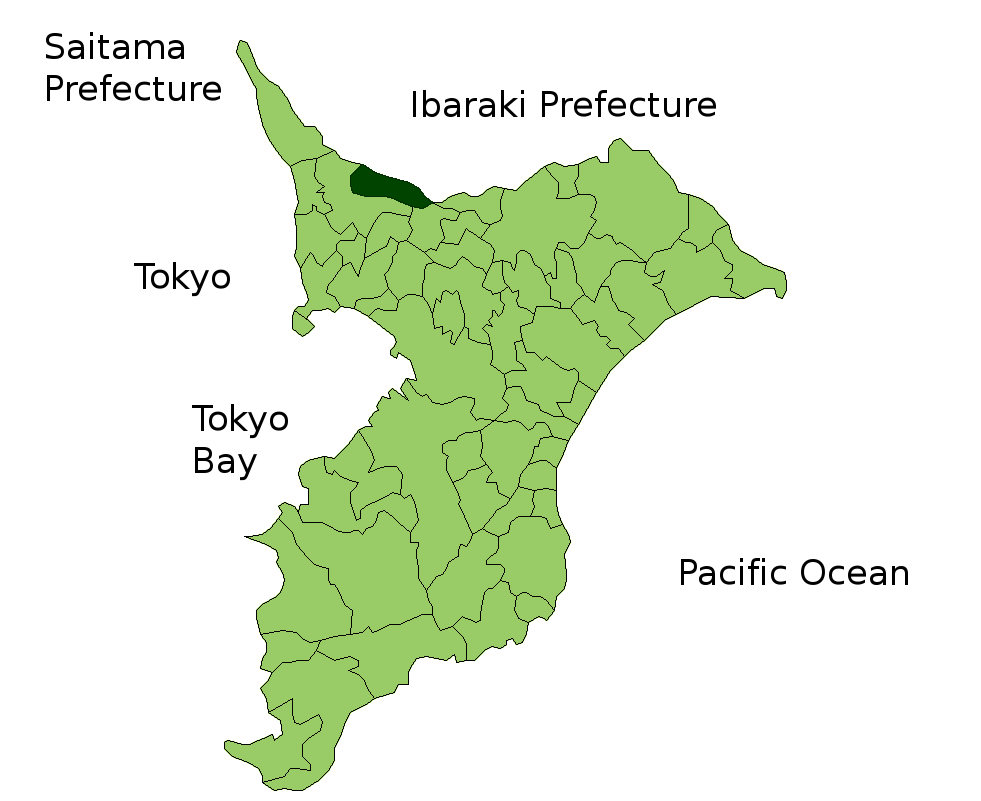
Localização de Abiko na província de Chiba.

Abiko (我孫子市; -shi) é uma cidade japonesa localizada na província de Chiba.
Em 2003 a cidade tinha uma população estimada em 129.516 habitantes e uma densidade populacional de 2 998,75 h/km². Tem uma área total de 43,19 km².
Recebeu o estatuto de cidade a 1 de Julho de 1970.